# GD Polícia de Segurança Pública
Grupo Desportivo da Polícia de Segurança Pública (chinesisch 澳門警察足球隊), auch als PSP Macau bekannt, ist ein  macauischer Fußballverein. Aktuell nimmt der Verein nicht am Ligabetrieb teil
2022 wurde der Verein aus der Liga vorübergehend abgemeldet.

## Stadion
Der Verein trug seine Heimspiele im 2000 Personen fassenden Lin Fong Stadium aus.

## Erfolge
- Macauischer Meister: 1949, 1973, 2000, 2005
- Macauischer Pokalsieger: 2007